# A-League 2005/06
De A-League 2005-06 was het eerste seizoen van de A-League, de hoogste afdeling in het Australische voetbal. Het reguliere seizoen werd gespeeld van 26 augustus 2005 tot en met 5 februari 2006. De finales worden gespeeld in februari en maart 2006.

## Pre-Season Cup
De Pre-Season Cup werd gehouden in juli en augustus voorafgaand aan het reguliere seizoen. Voor dit toernooi worden de acht clubs verdeeld over twee groepen en in iedere groep speelt iedere club één keer tegen de andere drie clubs. Na de groepsfase volgt de finale. Om de A-League ook in andere delen van Australië te promoten worden wedstrijden in de Pre-Season Cup gespeeld in steden zonder club in de A-League. Het toernooi werd gewonnen door Central Coast Mariners door in de finale Perth Glory met 2-1 te verslaan

## Reguliere seizoen

### Thuis en uit seizoen

#### Speeldag 1
|                              |             |             |                        |                                                                          |
| 26 augustus 2005 20:00 UTC+8 | Perth Glory | 0 – 1       | Central Coast Mariners | Members Equity Stadium Toeschouwers: 11.113 Scheidsrechter: Ben Williams |
| 26 augustus 2005 20:00 UTC+8 |             | Spencer 66' |                        | Members Equity Stadium Toeschouwers: 11.113 Scheidsrechter: Ben Williams |

|                               |                       |           |                 |                                                                            |
| 26 augustus 2005 20:00 UTC+10 | Newcastle United Jets | 0 – 1     | Adelaide United | EnergyAustralia Stadium Toeschouwers: 13.160 Scheidsrechter: Peter O'Leary |
| 26 augustus 2005 20:00 UTC+10 |                       | Veart 19' |                 | EnergyAustralia Stadium Toeschouwers: 13.160 Scheidsrechter: Peter O'Leary |

|                               |                       |       |                     |                                                                     |
| 28 augustus 2005 15:00 UTC+10 | Queensland Roar       | 2 – 0 | New Zealand Knights | Suncorp Stadium Toeschouwers: 20.725 Scheidsrechter: Matthew Breeze |
| 28 augustus 2005 15:00 UTC+10 | Brosque 80' Baird 86' |       |                     | Suncorp Stadium Toeschouwers: 20.725 Scheidsrechter: Matthew Breeze |

|                               |           |       |                   |                                                                 |
| 28 augustus 2005 17:00 UTC+10 | Sydney FC | 1 – 1 | Melbourne Victory | Aussie Stadium Toeschouwers: 25.208 Scheidsrechter: Mark Shield |
| 28 augustus 2005 17:00 UTC+10 | Yorke 44' |       | Thompson 73'      | Aussie Stadium Toeschouwers: 25.208 Scheidsrechter: Mark Shield |

#### Speeldag 2
|                                 |                 |       |                 |                                                                     |
| 2 september 2005 19:30 UTC+9:30 | Adelaide United | 0 – 0 | Queensland Roar | Hindmarsh Stadium Toeschouwers: 11.029 Scheidsrechter: Ben Williams |
| 2 september 2005 19:30 UTC+9:30 |                 |       |                 | Hindmarsh Stadium Toeschouwers: 11.029 Scheidsrechter: Ben Williams |

|                               |                     |       |                                      |                                                                         |
| 2 september 2005 20:00 UTC+12 | New Zealand Knights | 1 – 3 | Sydney FC                            | North Harbour Stadium Toeschouwers: 9.827 Scheidsrechter: Peter O'Leary |
| 2 september 2005 20:00 UTC+12 | Rose 69'            |       | Rudan 25' Bingley 73' Middleby 90+4' | North Harbour Stadium Toeschouwers: 9.827 Scheidsrechter: Peter O'Leary |

|                               |                        |       |                       |                                                                                  |
| 4 september 2005 15:00 UTC+10 | Central Coast Mariners | 1 – 1 | Newcastle United Jets | Bluetongue Central Coast Stadium Toeschouwers: 5.917 Scheidsrechter: Mark Shield |
| 4 september 2005 15:00 UTC+10 | Petrie 69'             |       | Milicic 25'           | Bluetongue Central Coast Stadium Toeschouwers: 5.917 Scheidsrechter: Mark Shield |

|                               |                                   |       |                             |                                                                          |
| 4 september 2005 17:00 UTC+10 | Melbourne Victory                 | 2 – 2 | Perth Glory                 | Olympic Park Stadium Toeschouwers: 17.960 Scheidsrechter: Matthew Breeze |
| 4 september 2005 17:00 UTC+10 | Kitzbichler 11' Muscat 85' (pen.) |       | Caceres 40' Despotovski 56' | Olympic Park Stadium Toeschouwers: 17.960 Scheidsrechter: Matthew Breeze |

#### Speeldag 3
|                                 |                      |       |                   |                                                                     |
| 9 september 2005 19:30 UTC+9:30 | Adelaide United      | 1 – 0 | Melbourne Victory | Hindmarsh Stadium Toeschouwers: 8.785 Scheidsrechter: Peter O'Leary |
| 9 september 2005 19:30 UTC+9:30 | Brain 1' Alagich 15' |       |                   | Hindmarsh Stadium Toeschouwers: 8.785 Scheidsrechter: Peter O'Leary |

|                               |                      |       |                 |                                                                           |
| 10 september 2005 19:35 UTC+8 | Perth Glory          | 2 – 1 | Queensland Roar | Members Equity Stadium Toeschouwers: 8.509 Scheidsrechter: Simon Przydacz |
| 10 september 2005 19:35 UTC+8 | Despotovski 54', 72' |       | Moon 76'        | Members Equity Stadium Toeschouwers: 8.509 Scheidsrechter: Simon Przydacz |

|                                |                        |                    |                     |                                                                                   |
| 10 september 2005 19:35 UTC+10 | Central Coast Mariners | 0 – 2              | New Zealand Knights | Bluetongue Central Coast Stadium Toeschouwers: 5.261 Scheidsrechter: Ben Williams |
| 10 september 2005 19:35 UTC+10 |                        | Yeo 69' Devine 80' |                     | Bluetongue Central Coast Stadium Toeschouwers: 5.261 Scheidsrechter: Ben Williams |

|                                |                                       |       |                      |                                                                            |
| 11 september 2005 17:00 UTC+10 | Newcastle United Jets                 | 2 – 1 | Sydney FC            | EnergyAustralia Stadium Toeschouwers: 9.127 Scheidsrechter: Matthew Breeze |
| 11 september 2005 17:00 UTC+10 | Milicic 6' Johnson 18' Corbo 39', 70' |       | Yorke 78' Corica 70' | EnergyAustralia Stadium Toeschouwers: 9.127 Scheidsrechter: Matthew Breeze |

#### Speeldag 4
|                                |                      |       |                                              |                                                                   |
| 16 september 2005 20:00 UTC+10 | Sydney FC            | 2 – 3 | Central Coast Mariners                       | Aussie Stadium Toeschouwers: 15.614 Scheidsrechter: Peter O'Leary |
| 16 september 2005 20:00 UTC+10 | Packer 13' Yorke 72' |       | Petrie 20' (pen) Gumprecht 35' Spencer 90+1' | Aussie Stadium Toeschouwers: 15.614 Scheidsrechter: Peter O'Leary |

|                               |                    |       |                                |                                                                           |
| 17 september 2005 19:35 UTC+8 | Perth Glory        | 1 – 2 | Adelaide United                | Members Equity Stadium Toeschouwers: 8.052 Scheidsrechter: Matthew Breeze |
| 17 september 2005 19:35 UTC+8 | Valkanis 20' (own) |       | Aloisi 32' Qu 65' Beltrame 67' | Members Equity Stadium Toeschouwers: 8.052 Scheidsrechter: Matthew Breeze |

|                                |                     |       |                   |                                                                   |
| 18 september 2005 15:00 UTC+10 | Queensland Roar     | 1 – 1 | Melbourne Victory | Suncorp Stadium Toeschouwers: 15.444 Scheidsrechter: Ben Williams |
| 18 september 2005 15:00 UTC+10 | Baird 62' McKay 40' |       | Allsopp 88'       | Suncorp Stadium Toeschouwers: 15.444 Scheidsrechter: Ben Williams |

|                                |                                                       |       |                     |                                                                            |
| 18 september 2005 17:00 UTC+10 | Newcastle United Jets                                 | 4 – 0 | New Zealand Knights | EnergyAustralia Stadium Toeschouwers: 7.495 Scheidsrechter: Simon Przydacz |
| 18 september 2005 17:00 UTC+10 | Haliti 12' Thompson 26' Musialik 37' Carle 70' (pen.) |       |                     | EnergyAustralia Stadium Toeschouwers: 7.495 Scheidsrechter: Simon Przydacz |

#### Speeldag 5
|                                |                     |              |             |                                                                    |
| 22 september 2005 20:00 UTC+12 | New Zealand Knights | 0 – 1        | Perth Glory | North Harbour Stadium Toeschouwers: 4.138 Scheidsrechter: Neil Fox |
| 22 september 2005 20:00 UTC+12 |                     | Harnwell 68' |             | North Harbour Stadium Toeschouwers: 4.138 Scheidsrechter: Neil Fox |

|                                |                   |       |                            |                                                                     |
| 23 september 2005 20:00 UTC+10 | Queensland Roar   | 1 – 3 | Sydney FC                  | Suncorp Stadium Toeschouwers: 23.142 Scheidsrechter: Matthew Breeze |
| 23 september 2005 20:00 UTC+10 | Timpano 50' (ed.) |       | Corica 5', 67' McFlynn 68' | Suncorp Stadium Toeschouwers: 23.142 Scheidsrechter: Matthew Breeze |

|                                |                   |       |                       |                                                                        |
| 25 september 2005 17:00 UTC+10 | Melbourne Victory | 1 – 0 | Newcastle United Jets | Olympic Park Stadium Toeschouwers: 13.831 Scheidsrechter: Craig Zetter |
| 25 september 2005 17:00 UTC+10 | Thompson 68'      |       |                       | Olympic Park Stadium Toeschouwers: 13.831 Scheidsrechter: Craig Zetter |

|                                  |                 |       |                        |                                                                    |
| 25 september 2005 17:00 UTC+9:30 | Adelaide United | 1 – 1 | Central Coast Mariners | Hindmarsh Stadium Toeschouwers: 7.013 Scheidsrechter: Angelo Nardi |
| 25 september 2005 17:00 UTC+9:30 | Valkanis 34'    |       | Kwasnik 19'            | Hindmarsh Stadium Toeschouwers: 7.013 Scheidsrechter: Angelo Nardi |

#### Speeldag 6
|                                |                        |       |                         |                                                                                   |
| 30 september 2005 20:00 UTC+10 | Central Coast Mariners | 1 – 2 | Melbourne Victory       | Bluetongue Central Coast Stadium Toeschouwers: 9.313 Scheidsrechter: Ben Williams |
| 30 september 2005 20:00 UTC+10 | Heffernan 33'          |       | Thompson 73' Leijer 81' | Bluetongue Central Coast Stadium Toeschouwers: 9.313 Scheidsrechter: Ben Williams |

|                             |                       |       |                         |                                                                             |
| 1 oktober 2005 19:35 UTC+10 | Newcastle United Jets | 0 – 1 | Queensland Roar         | EnergyAustralia Stadium Toeschouwers: 7.436 Scheidsrechter: Srebre Delovski |
| 1 oktober 2005 19:35 UTC+10 | Carle 31'             |       | Moon 68' McKay 59', 80' | EnergyAustralia Stadium Toeschouwers: 7.436 Scheidsrechter: Srebre Delovski |

|                            |                 |       |                         |                                                                            |
| 1 oktober 2005 19:35 UTC+8 | Perth Glory     | 1 – 2 | Sydney FC               | Members Equity Stadium Toeschouwers: 13.157 Scheidsrechter: Matthew Breeze |
| 1 oktober 2005 19:35 UTC+8 | Despotovski 40' |       | Petrovski 48' Yorke 65' | Members Equity Stadium Toeschouwers: 13.157 Scheidsrechter: Matthew Breeze |

|                             |                     |       |                 |                                                                         |
| 2 oktober 2005 18:00 UTC+12 | New Zealand Knights | 1 – 2 | Adelaide United | North Harbour Stadium Toeschouwers: 3.558 Scheidsrechter: Peter O'Leary |
| 2 oktober 2005 18:00 UTC+12 | Yeo 44', 64'        |       | Dodd 34' Qu 81' | North Harbour Stadium Toeschouwers: 3.558 Scheidsrechter: Peter O'Leary |

#### Speeldag 7
|                             |                 |       |                        |                                                                |
| 7 oktober 2005 20:00 UTC+10 | Queensland Roar | 1 – 1 | Central Coast Mariners | Suncorp Stadium Toeschouwers: 13.195 Scheidsrechter: Perry Mur |
| 7 oktober 2005 20:00 UTC+10 | Seo 57'         |       | Spencer 41'            | Suncorp Stadium Toeschouwers: 13.195 Scheidsrechter: Perry Mur |

|                             |                       |       |                                                           |                                                                         |
| 8 oktober 2005 19:30 UTC+10 | Newcastle United Jets | 1 – 5 | Perth Glory                                               | EnergyAustralia Stadium Toeschouwers: 5.868 Scheidsrechter: James Lewis |
| 8 oktober 2005 19:30 UTC+10 | Parisi 72'            |       | Mori 33', 62' Harnwell 46' Despotovski 52' Sekulovski 80' | EnergyAustralia Stadium Toeschouwers: 5.868 Scheidsrechter: James Lewis |

|                             |                          |       |                 |                                                                 |
| 9 oktober 2005 17:00 UTC+10 | Sydney FC                | 2 – 1 | Adelaide United | Aussie Stadium Toeschouwers: 18.276 Scheidsrechter: Mark Shield |
| 9 oktober 2005 17:00 UTC+10 | Carney 54' Petrovski 88' |       | Valkanis 51'    | Aussie Stadium Toeschouwers: 18.276 Scheidsrechter: Mark Shield |

|                              |                                      |       |                     |                                                                       |
| 10 oktober 2005 19:00 UTC+10 | Melbourne Victory                    | 3 – 0 | New Zealand Knights | Olympic Park Stadium Toeschouwers: 11.010 Scheidsrechter: Peter Green |
| 10 oktober 2005 19:00 UTC+10 | Kitzbichler 23' Muscat 62' Diaco 64' |       |                     | Olympic Park Stadium Toeschouwers: 11.010 Scheidsrechter: Peter Green |

#### Speeldag 8
|                                |                              |       |                                        |                                                                    |
| 14 oktober 2005 19:30 UTC+9:30 | Adelaide United              | 2 – 4 | Newcastle United Jets                  | Hindmarsh Stadium Toeschouwers: 13.182 Scheidsrechter: Mark Shield |
| 14 oktober 2005 19:30 UTC+9:30 | Valkanis 38' Corbo 67' (own) |       | Kemp 12' (own) Carle 22' 89' Zelic 68' | Hindmarsh Stadium Toeschouwers: 13.182 Scheidsrechter: Mark Shield |

|                              |                                                             |       |           |                                                                          |
| 16 oktober 2005 13:00 UTC+10 | Melbourne Victory                                           | 5 – 0 | Sydney FC | Olympic Park Stadium Toeschouwers: 18.206 Scheidsrechter: Matthew Breeze |
| 16 oktober 2005 13:00 UTC+10 | Kitzbichler 34' Muscat 53' (pen) 78' (pen) Thompson 57' 69' |       | Talay 58' | Olympic Park Stadium Toeschouwers: 18.206 Scheidsrechter: Matthew Breeze |

|                              |                                            |       |             |                                                                                   |
| 16 oktober 2005 17:00 UTC+10 | Central Coast Mariners                     | 4 – 0 | Perth Glory | Bluetongue Central Coast Stadium Toeschouwers: 6.494 Scheidsrechter: Ben Williams |
| 16 oktober 2005 17:00 UTC+10 | Petrie 14' 48' Heffernan 85' Spencer 90+3' |       |             | Bluetongue Central Coast Stadium Toeschouwers: 6.494 Scheidsrechter: Ben Williams |

|                              |                     |                  |                 |                                                                          |
| 16 oktober 2005 18:00 UTC+12 | New Zealand Knights | 0 – 2            | Queensland Roar | North Harbour Stadium Toeschouwers: 4.182 Scheidsrechter: Simon Przydacz |
| 16 oktober 2005 18:00 UTC+12 |                     | Seo 8' Baird 57' |                 | North Harbour Stadium Toeschouwers: 4.182 Scheidsrechter: Simon Przydacz |

#### Speeldag 9
|                              |                          |       |                     |                                                                  |
| 21 oktober 2005 20:00 UTC+10 | Sydney FC                | 2 – 0 | New Zealand Knights | Aussie Stadium Toeschouwers: 11.836 Scheidsrechter: Ben Williams |
| 21 oktober 2005 20:00 UTC+10 | Petrovski 10' Carney 30' |       |                     | Aussie Stadium Toeschouwers: 11.836 Scheidsrechter: Ben Williams |

|                              |                 |       |                           |                                                                    |
| 22 oktober 2005 19:30 UTC+10 | Queensland Roar | 1 – 2 | Adelaide United           | Suncorp Stadium Toeschouwers: 15.181 Scheidsrechter: Peter O'Leary |
| 22 oktober 2005 19:30 UTC+10 | Brownlie 76'    |       | Fernando 59' Pantelis 89' | Suncorp Stadium Toeschouwers: 15.181 Scheidsrechter: Peter O'Leary |

|                               |                       |       |                        |                                                                             |
| October 23, 2005 17:00 UTC+10 | Newcastle United Jets | 1 – 0 | Central Coast Mariners | Energy Australia Stadium Toeschouwers: 9,371 Scheidsrechter: Matthew Breeze |
| October 23, 2005 17:00 UTC+10 | Parisi 88'            |       |                        | Energy Australia Stadium Toeschouwers: 9,371 Scheidsrechter: Matthew Breeze |

|                             |                          |       |                   |                                                                         |
| 23 oktober 2005 17:00 UTC+8 | Perth Glory              | 2 – 1 | Melbourne Victory | Members Equity Stadium Toeschouwers: 12,312 Scheidsrechter: Mark Shield |
| 23 oktober 2005 17:00 UTC+8 | Deane 22' Sekulovski 55' |       | Thompson 39'      | Members Equity Stadium Toeschouwers: 12,312 Scheidsrechter: Mark Shield |

#### Speeldag 10
|                              |                   |           |                 |                                                                          |
| 28 oktober 2005 20:00 UTC+10 | Melbourne Victory | 0 – 1     | Adelaide United | Olympic Park Stadium Toeschouwers: 16,201 Scheidsrechter: Matthew Breeze |
| 28 oktober 2005 20:00 UTC+10 |                   | Veart 83' |                 | Olympic Park Stadium Toeschouwers: 16,201 Scheidsrechter: Matthew Breeze |

|                              |                 |       |             |                                                                     |
| 29 oktober 2005 19:30 UTC+10 | Queensland Roar | 0 – 0 | Perth Glory | Suncorp Stadium Toeschouwers: 13.685 Scheidsrechter: Simon Przydacz |
| 29 oktober 2005 19:30 UTC+10 |                 |       |             | Suncorp Stadium Toeschouwers: 13.685 Scheidsrechter: Simon Przydacz |

|                              |                     |       |                                   |                                                                    |
| 29 oktober 2005 20:00 UTC+12 | New Zealand Knights | 1 – 3 | Central Coast Mariners            | North Harbour Stadium Toeschouwers: 2,583 Scheidsrechter: Neil Fox |
| 29 oktober 2005 20:00 UTC+12 | Yeo 7' (pen)        |       | Heffernan 4' Petrie 49' 72' (pen) | North Harbour Stadium Toeschouwers: 2,583 Scheidsrechter: Neil Fox |

|                               |            |       |                       |                                                                |
| October 30, 2005 17:00 UTC+10 | Sydney FC  | 1 – 1 | Newcastle United Jets | Aussie Stadium Toeschouwers: 9,132 Scheidsrechter: Mark Shield |
| October 30, 2005 17:00 UTC+10 | Carney 73' |       | Milicic 77'           | Aussie Stadium Toeschouwers: 9,132 Scheidsrechter: Mark Shield |

#### Speeldag 11
|                              |                     |       |                                  |                                                                          |
| 4 november 2005 20:00 UTC+13 | New Zealand Knights | 2 – 4 | Newcastle United Jets            | North Harbour Stadium Toeschouwers: 2,561 Scheidsrechter: Matthew Breeze |
| 4 november 2005 20:00 UTC+13 | Brockie 71' 77'     |       | Milicic 18' 28' 56' Thompson 21' | North Harbour Stadium Toeschouwers: 2,561 Scheidsrechter: Matthew Breeze |

|                              |                            |       |                 |                                                                       |
| 4 november 2005 20:00 UTC+11 | Melbourne Victory          | 0 – 1 | Queensland Roar | Olympic Park Stadium Toeschouwers: 13,239 Scheidsrechter: Mark Shield |
| 4 november 2005 20:00 UTC+11 | Claeys 86' Muscat 58', 61' |       | McKay 15'       | Olympic Park Stadium Toeschouwers: 13,239 Scheidsrechter: Mark Shield |

|                              |                        |       |                                                |                                                                                      |
| 5 november 2005 20:00 UTC+11 | Central Coast Mariners | 1 – 5 | Sydney FC                                      | Bluetongue Central Coast Stadium Toeschouwers: 10,529 Scheidsrechter: Simon Przydacz |
| 5 november 2005 20:00 UTC+11 | Hutchinson 40'         |       | Yorke 9' (pen) Talay 14' Petrovski 23' 68' 83' | Bluetongue Central Coast Stadium Toeschouwers: 10,529 Scheidsrechter: Simon Przydacz |

|                                 |                          |       |                                         |                                                                     |
| 6 november 2005 16:30 UTC+10:30 | Adelaide United          | 2 – 4 | Perth Glory                             | Hindmarsh Stadium Toeschouwers: 10,868 Scheidsrechter: Ben Williams |
| 6 november 2005 16:30 UTC+10:30 | Veart 13' (pen) Rees 53' |       | Mori 9' 34' 45+1' Despotovski 39' (pen) | Hindmarsh Stadium Toeschouwers: 10,868 Scheidsrechter: Ben Williams |

#### Speeldag 12
|                  |                                         |       |                     |                                                                         |
| 11 november 2005 | Perth Glory                             | 3 – 0 | New Zealand Knights | Members Equity Stadium Toeschouwers: 9,667 Scheidsrechter: Craig Zetter |
| 11 november 2005 | Ward 69' Sekulovski 25' Despotovski 12' |       |                     | Members Equity Stadium Toeschouwers: 9,667 Scheidsrechter: Craig Zetter |

|                  |                   |       |                       |                                                                          |
| 11 november 2005 | Melbourne Victory | 0 – 0 | Newcastle United Jets | Olympic Park Stadium Toeschouwers: 12,407 Scheidsrechter: Simon Przydacz |
| 11 november 2005 |                   |       |                       | Olympic Park Stadium Toeschouwers: 12,407 Scheidsrechter: Simon Przydacz |

|                  |                        |       |                   |                                                                                    |
| 13 november 2005 | Central Coast Mariners | 1 – 2 | Adelaide United   | Bluetongue Central Coast Stadium Toeschouwers: 5,467 Scheidsrechter: Peter O'Leary |
| 13 november 2005 | Hutchinson 12'         |       | Rech 90' Dodd 85' | Bluetongue Central Coast Stadium Toeschouwers: 5,467 Scheidsrechter: Peter O'Leary |

|                  |              |       |                 |                                                                           |
| 13 november 2005 | Sydney FC    | 1 – 0 | Queensland Roar | Sydney Football Stadium Toeschouwers: 13,030 Scheidsrechter: Ben Williams |
| 13 november 2005 | Zdrillic 54' |       |                 | Sydney Football Stadium Toeschouwers: 13,030 Scheidsrechter: Ben Williams |

#### Speeldag 13
|                  |                   |                              |                        |                                                                        |
| 18 november 2005 | Melbourne Victory | 0 – 2                        | Central Coast Mariners | Olympic Park Stadium Toeschouwers: 13,892 Scheidsrechter: Ben Williams |
| 18 november 2005 |                   | Heffernan 75' Hutchinson 38' |                        | Olympic Park Stadium Toeschouwers: 13,892 Scheidsrechter: Ben Williams |

|                  |           |       |             |                                                                    |
| 19 november 2005 | Sydney FC | 0 – 0 | Perth Glory | Aussie Stadium Toeschouwers: 16,242 Scheidsrechter: Matthew Breeze |
| 19 november 2005 |           |       |             | Aussie Stadium Toeschouwers: 16,242 Scheidsrechter: Matthew Breeze |

|                  |                 |       |                     |                                                                    |
| 20 november 2005 | Adelaide United | 1 – 0 | New Zealand Knights | Hindmarsh Stadium Toeschouwers: 9,676 Scheidsrechter: Angelo Nardi |
| 20 november 2005 | Qu 38'          |       |                     | Hindmarsh Stadium Toeschouwers: 9,676 Scheidsrechter: Angelo Nardi |

|                  |                 |              |                       |                                                                  |
| 20 november 2005 | Queensland Roar | 0 – 1        | Newcastle United Jets | Suncorp Stadium Toeschouwers: 13.004 Scheidsrechter: Mark Shield |
| 20 november 2005 |                 | Thompson 34' |                       | Suncorp Stadium Toeschouwers: 13.004 Scheidsrechter: Mark Shield |

#### Speeldag 14
|                  |                         |       |                          |                                                                                     |
| 25 november 2005 | Central Coast Mariners  | 2 – 2 | Queensland Roar          | Bluetongue Central Coast Stadium Toeschouwers: 5,194 Scheidsrechter: Matthew Breeze |
| 25 november 2005 | Heffernan 89' Osman 56' |       | Brosque 7' 78' Baird 75' | Bluetongue Central Coast Stadium Toeschouwers: 5,194 Scheidsrechter: Matthew Breeze |

|                  |             |            |                       |                                                                           |
| 25 november 2005 | Perth Glory | 0 – 1      | Newcastle United Jets | Members Equity Stadium Toeschouwers: 7,921 Scheidsrechter: Simon Przydacz |
| 25 november 2005 |             | Coveny 47' |                       | Members Equity Stadium Toeschouwers: 7,921 Scheidsrechter: Simon Przydacz |

|                  |                               |       |                                      |                                                                         |
| 26 november 2005 | New Zealand Knights           | 2 – 3 | Melbourne Victory                    | North Harbour Stadium Toeschouwers: 1,922 Scheidsrechter: Peter O'Leary |
| 26 november 2005 | Devine 40' (pen) Christie 30' |       | Kitzbichler 43' 73' Muscat 28' (pen) | North Harbour Stadium Toeschouwers: 1,922 Scheidsrechter: Peter O'Leary |

|                  |                       |       |               |                                                                    |
| 27 november 2005 | Adelaide United       | 3 – 2 | Sydney FC     | Hindmarsh Stadium Toeschouwers: 14,068 Scheidsrechter: Mark Shield |
| 27 november 2005 | Rech 4' 84' Veart 14' |       | Miura 33' 76' | Hindmarsh Stadium Toeschouwers: 14,068 Scheidsrechter: Mark Shield |

#### Speeldag 15
|                 |                 |       |                     |                                                                 |
| 1 december 2005 | Queensland Roar | 1 – 1 | New Zealand Knights | Suncorp Stadium Toeschouwers: 8,607 Scheidsrechter: James Lewis |
| 1 december 2005 | Brownlie 28'    |       | Yeo 44'             | Suncorp Stadium Toeschouwers: 8,607 Scheidsrechter: James Lewis |

|                 |                       |       |                     |                                                                             |
| 2 december 2005 | Newcastle United Jets | 1 – 2 | Adelaide United     | EnergyAustralia Stadium Toeschouwers: 10,132 Scheidsrechter: Simon Przydacz |
| 2 december 2005 | Johnson 59'           |       | Brain 79' Veart 75' | EnergyAustralia Stadium Toeschouwers: 10,132 Scheidsrechter: Simon Przydacz |

|                 |                       |       |                   |                                                                    |
| 3 december 2005 | Sydney FC             | 2 – 1 | Melbourne Victory | Aussie Stadium Toeschouwers: 17,272 Scheidsrechter: Matthew Breeze |
| 3 december 2005 | Carney 81' Corica 24' |       | Allsopp 88'       | Aussie Stadium Toeschouwers: 17,272 Scheidsrechter: Matthew Breeze |

|                 |                     |       |                          |                                                                        |
| 4 december 2005 | Perth Glory         | 2 – 2 | Central Coast Mariners   | Members Equity Stadium Toeschouwers: 7,428 Scheidsrechter: Mark Shield |
| 4 december 2005 | Ishida 65' Ward 54' |       | Petrie 12' Hutchinson 8' | Members Equity Stadium Toeschouwers: 7,428 Scheidsrechter: Mark Shield |

#### Speeldag 16
|                  |                          |       |                  |                                                                         |
| 29 december 2005 | Melbourne Victory        | 2 – 2 | Perth Glory      | Olympic Park Stadium Toeschouwers: 14,754 Scheidsrechter: Peter O'Leary |
| 29 december 2005 | Allsopp 45' Thompson 23' |       | Ward 67' Mori 5' | Olympic Park Stadium Toeschouwers: 14,754 Scheidsrechter: Peter O'Leary |

|                  |                       |       |                          |                                                                       |
| 30 december 2005 | New Zealand Knights   | 2 – 2 | Sydney FC                | North Harbour Stadium Toeschouwers: 4,212 Scheidsrechter: Peter Green |
| 30 december 2005 | Brockie 86' Devine 3' |       | Yorke 45' (pen) Veart 6' | North Harbour Stadium Toeschouwers: 4,212 Scheidsrechter: Peter Green |

|                  |                                           |       |                       |                                                                                   |
| 31 december 2005 | Central Coast Mariners                    | 4 – 1 | Newcastle United Jets | Bluetongue Central Coast Stadium Toeschouwers: 11,612 Scheidsrechter: Mark Shield |
| 31 december 2005 | Hutchinson 71' 82' Brown 30' Gumprecht 3' |       | Coveny 85' Corbo 56'  | Bluetongue Central Coast Stadium Toeschouwers: 11,612 Scheidsrechter: Mark Shield |

|                |                               |       |                       |                                                                      |
| 1 januari 2006 | Adelaide United               | 4 – 2 | Queensland Roar       | Hindmarsh Stadium Toeschouwers: 8,426 Scheidsrechter: Matthew Breeze |
| 1 januari 2006 | Rech 40' 63' Qu 30' Veart 29' |       | Baird 83' Brosque 11' | Hindmarsh Stadium Toeschouwers: 8,426 Scheidsrechter: Matthew Breeze |

#### Speeldag 17
|                |                 |       |                   |                                                                    |
| 5 januari 2006 | Adelaide United | 1 – 0 | Melbourne Victory | Hindmarsh Stadium Toeschouwers: 13,427 Scheidsrechter: Mark Shield |
| 5 januari 2006 | Dodd 14'        |       |                   | Hindmarsh Stadium Toeschouwers: 13,427 Scheidsrechter: Mark Shield |

|                |           |       |                       |                                                                    |
| 6 januari 2006 | Sydney FC | 0 – 0 | Newcastle United Jets | Aussie Stadium Toeschouwers: 15,211 Scheidsrechter: Matthew Breeze |
| 6 januari 2006 |           |       |                       | Aussie Stadium Toeschouwers: 15,211 Scheidsrechter: Matthew Breeze |

|                |             |                        |                 |                                                                         |
| 7 januari 2006 | Perth Glory | 0 – 2                  | Queensland Roar | Members Equity Stadium Toeschouwers: 11,087 Scheidsrechter: Peter Green |
| 7 januari 2006 |             | Baird 80' Reinaldo 10' |                 | Members Equity Stadium Toeschouwers: 11,087 Scheidsrechter: Peter Green |

|                |                        |       |                     |                                                                                      |
| 8 januari 2006 | Central Coast Mariners | 1 – 0 | New Zealand Knights | Bluetongue Central Coast Stadium Toeschouwers: 7,257 Scheidsrechter: Srebre Delovski |
| 8 januari 2006 | Heffernan 90'          |       |                     | Bluetongue Central Coast Stadium Toeschouwers: 7,257 Scheidsrechter: Srebre Delovski |

#### Speeldag 18
|                 |             |       |                  |                                                                           |
| 12 januari 2006 | Perth Glory | 1 – 2 | Adelaide United  | Members Equity Stadium Toeschouwers: 5,033 Scheidsrechter: Matthew Breeze |
| 12 januari 2006 | Ward 86'    |       | Aloisi 71' Qu 3' | Members Equity Stadium Toeschouwers: 5,033 Scheidsrechter: Matthew Breeze |

|                 |                            |       |                     |                                                                       |
| 13 januari 2006 | Newcastle United Jets      | 3 – 0 | New Zealand Knights | EnergyAustralia Stadium Toeschouwers: 6,862 Scheidsrechter: Perry Mur |
| 13 januari 2006 | Haliti 86' 90' Milicic 19' |       |                     | EnergyAustralia Stadium Toeschouwers: 6,862 Scheidsrechter: Perry Mur |

|                 |            |       |                        |                                                                  |
| 14 januari 2006 | Sydney FC  | 1 – 1 | Central Coast Mariners | Aussie Stadium Toeschouwers: 15,977 Scheidsrechter: Ben Williams |
| 14 januari 2006 | Carney 61' |       | Pondeljak 52'          | Aussie Stadium Toeschouwers: 15,977 Scheidsrechter: Ben Williams |

|                 |                 |              |                   |                                                                  |
| 15 januari 2006 | Queensland Roar | 0 – 1        | Melbourne Victory | Suncorp Stadium Toeschouwers: 12,710 Scheidsrechter: Mark Shield |
| 15 januari 2006 |                 | Thompson 56' |                   | Suncorp Stadium Toeschouwers: 12,710 Scheidsrechter: Mark Shield |

#### Speeldag 19
|                 |                     |       |                                           |                                                                    |
| 19 januari 2006 | New Zealand Knights | 1 – 4 | Perth Glory                               | North Harbour Stadium Toeschouwers: 3,024 Scheidsrechter: Neil Fox |
| 19 januari 2006 | Emblen 7'           |       | Harnwell 78' Coyne 14' Sekulovski 11' 42' | North Harbour Stadium Toeschouwers: 3,024 Scheidsrechter: Neil Fox |

|                 |                  |       |                        |                                                                    |
| 20 januari 2006 | Adelaide United  | 1 – 1 | Central Coast Mariners | Hindmarsh Stadium Toeschouwers: 13,008 Scheidsrechter: Mark Shield |
| 20 januari 2006 | Veart 50' (pen.) |       | Kwasnik 54'            | Hindmarsh Stadium Toeschouwers: 13,008 Scheidsrechter: Mark Shield |

|                 |                 |       |               |                                                                     |
| 21 januari 2006 | Queensland Roar | 2 – 1 | Sydney FC     | Suncorp Stadium Toeschouwers: 13,302 Scheidsrechter: Simon Przydacz |
| 21 januari 2006 | Brosque 60' 70' |       | Petrovski 85' | Suncorp Stadium Toeschouwers: 13,302 Scheidsrechter: Simon Przydacz |

|                 |                       |       |                   |                                                                            |
| 22 januari 2006 | Newcastle United Jets | 1 – 0 | Melbourne Victory | EnergyAustralia Stadium Toeschouwers: 9,073 Scheidsrechter: Matthew Breeze |
| 22 januari 2006 | Coveny 36'            |       |                   | EnergyAustralia Stadium Toeschouwers: 9,073 Scheidsrechter: Matthew Breeze |

#### Speeldag 20
|                 |                       |                                                             |                 |                                                                            |
| 26 januari 2006 | Newcastle United Jets | 0 – 5                                                       | Queensland Roar | EnergyAustralia Stadium Toeschouwers: 10,271 Scheidsrechter: Peter O'Leary |
| 26 januari 2006 |                       | Murdocca 90' McKay 83' Brosque 52' Richter 44' Reinaldo 10' |                 | EnergyAustralia Stadium Toeschouwers: 10,271 Scheidsrechter: Peter O'Leary |

|                 |                               |       |                   |                                                                                      |
| 27 januari 2006 | Central Coast Mariners        | 3 – 1 | Melbourne Victory | Bluetongue Central Coast Stadium Toeschouwers: 11,945 Scheidsrechter: Simon Przydacz |
| 27 januari 2006 | Heffernan 88' Spencer 28' 62' |       | Ferrante 13'      | Bluetongue Central Coast Stadium Toeschouwers: 11,945 Scheidsrechter: Simon Przydacz |

|                 |                     |       |                 |                                                                     |
| 28 januari 2006 | New Zealand Knights | 1 – 1 | Adelaide United | North Harbour Stadium Toeschouwers: 3,079 Scheidsrechter: Perry Mur |
| 28 januari 2006 | Zhang 71'           |       | Brain 21'       | North Harbour Stadium Toeschouwers: 3,079 Scheidsrechter: Perry Mur |

|                 |                 |       |                         |                                                                          |
| 29 januari 2006 | Perth Glory     | 1 – 2 | Sydney FC               | Members Equity Stadium Toeschouwers: 12,796 Scheidsrechter: Craig Zetter |
| 29 januari 2006 | Despotovski 53' |       | Zadkovich 23' Rudan 14' | Members Equity Stadium Toeschouwers: 12,796 Scheidsrechter: Craig Zetter |

#### Speeldag 21
|                 |                              |       |                 |                                                                 |
| 3 februari 2006 | Sydney FC                    | 2 – 1 | Adelaide United | Aussie Stadium Toeschouwers: 25,557 Scheidsrechter: Mark Shield |
| 3 februari 2006 | Ceccoli 71' Yorke 48' (pen.) |       | Qu 90'          | Aussie Stadium Toeschouwers: 25,557 Scheidsrechter: Mark Shield |

|                 |                             |       |                     |                                                                        |
| 4 februari 2006 | Melbourne Victory           | 2 – 1 | New Zealand Knights | Olympic Park Stadium Toeschouwers: 10,078 Scheidsrechter: Angelo Nardi |
| 4 februari 2006 | Muscat 21' (pen.) Byrnes 2' |       | Brockie 90'         | Olympic Park Stadium Toeschouwers: 10,078 Scheidsrechter: Angelo Nardi |

|                 |                      |       |                           |                                                                   |
| 4 februari 2006 | Queensland Roar      | 2 – 2 | Central Coast Mariners    | Suncorp Stadium Toeschouwers: 13,641 Scheidsrechter: Ben Williams |
| 4 februari 2006 | Baird 60' Brosque 3' |       | O'Sullivan 81' Petrie 33' | Suncorp Stadium Toeschouwers: 13,641 Scheidsrechter: Ben Williams |

|                 |                       |       |                                  |                                                                            |
| 5 februari 2006 | Newcastle United Jets | 1 – 3 | Perth Glory                      | EnergyAustralia Stadium Toeschouwers: 9,232 Scheidsrechter: Matthew Breeze |
| 5 februari 2006 | Coveny 34'            |       | Mori 71' Picken 58' (ed) Ward 9' | EnergyAustralia Stadium Toeschouwers: 9,232 Scheidsrechter: Matthew Breeze |

### Eindstand
Aan het eind van het seizoen op 6 februari 2006:
| Team                   | Pld | W  | D | L  | GF | GA | GD  | Pts |
| ---------------------- | --- | -- | - | -- | -- | -- | --- | --- |
| Adelaide United        | 21  | 13 | 4 | 4  | 33 | 25 | +8  | 43  |
| Sydney FC              | 21  | 10 | 6 | 5  | 35 | 28 | +7  | 36  |
| Central Coast Mariners | 21  | 8  | 8 | 5  | 35 | 28 | +7  | 32  |
| Newcastle United Jets  | 21  | 9  | 4 | 8  | 27 | 29 | –2  | 31  |
| Perth Glory            | 21  | 8  | 5 | 8  | 34 | 29 | +5  | 29  |
| Queensland Roar        | 21  | 7  | 7 | 7  | 27 | 22 | +5  | 28  |
| Melbourne Victory      | 21  | 7  | 5 | 9  | 26 | 24 | +2  | 26  |
| New Zealand Knights    | 21  | 1  | 3 | 17 | 15 | 47 | –32 | 6   |

Opmerking
Groen: Gekwalificeerd voor de grote halve finale
Blauw:  Gekwalificeerd voor de kleine halve finale

### Topscorers
- In onderstaand overzicht zijn alleen de spelers opgenomen met acht of meer treffers achter hun naam.

| № | Naam              | Club                   | Goals | Pen. | Duels | Gem. |
| - | ----------------- | ---------------------- | ----- | ---- | ----- | ---- |
| 1 | Alex Brosque      | Queensland Roar        | 8     | 0    |       |      |
| 2 | Bobby Despotovski | Queensland Roar        | 8     | 1    |       |      |
| 3 | Stewart Petrie    | Central Coast Mariners | 8     | 2    |       |      |
| 4 | Archie Thompson   | Melbourne Victory      | 8     | 1    |       |      |

## Play-offs

#### Halve finale – heenduel
|                  |                       |           |                        |                                                                           |
| 10 februari 2006 | Newcastle United Jets | 0 – 1     | Central Coast Mariners | EnergyAustralia Stadium Toeschouwers: 10.236 Scheidsrechter: Ben Williams |
| 10 februari 2006 |                       | 76' Osman |                        | EnergyAustralia Stadium Toeschouwers: 10.236 Scheidsrechter: Ben Williams |

|                  |                   |       |                         |                                                                       |
| 12 februari 2006 | Adelaide United   | 2 – 2 | Sydney FC               | Hindmarsh Stadium Toeschouwers: 15.104 Scheidsrechter: Matthew Breeze |
| 12 februari 2006 | Rech 34' Dodd 31' |       | 39' Petrovski 9' Corica | Hindmarsh Stadium Toeschouwers: 15.104 Scheidsrechter: Matthew Breeze |

#### Halve finale – 2e wedstrijd
|                  |                        |       |                       |                                                                                      |
| 17 februari 2006 | Central Coast Mariners | 1 – 1 | Newcastle United Jets | Bluetongue Central Coast Stadium Toeschouwers: 17.429 Scheidsrechter: Simon Przydacz |
| 17 februari 2006 | Heffernan 79'          |       | 28' Thompson          | Bluetongue Central Coast Stadium Toeschouwers: 17.429 Scheidsrechter: Simon Przydacz |

|                  |                         |       |                 |                                                                 |
| 19 februari 2006 | Sydney FC               | 2 – 1 | Adelaide United | Aussie Stadium Toeschouwers: 30.377 Scheidsrechter: Mark Shield |
| 19 februari 2006 | Rudan 76' Petrovski 29' |       | 60' Qu          | Aussie Stadium Toeschouwers: 30.377 Scheidsrechter: Mark Shield |

#### Troostfinale
|                  |                 |              |                        |                                                                       |
| 26 februari 2006 | Adelaide United | 0 – 1        | Central Coast Mariners | Hindmarsh Stadium Toeschouwers: 11.405 Scheidsrechter: Matthew Breeze |
| 26 februari 2006 |                 | Pondeljak 7' |                        | Hindmarsh Stadium Toeschouwers: 11.405 Scheidsrechter: Matthew Breeze |

#### Finale
|              |            |       |                        |                                                                 |
| 5 maart 2006 | Sydney FC  | 1 – 0 | Central Coast Mariners | Aussie Stadium Toeschouwers: 41.689 Scheidsrechter: Mark Shield |
| 5 maart 2006 | Corica 62' |       |                        | Aussie Stadium Toeschouwers: 41.689 Scheidsrechter: Mark Shield |

## Geplaatst voor de AFC Champions League
- Sydney FC (Kampioen)
- Adelaide United (Winnaar kleine finale)

### Prijzen
| Prijs                                                     | Ontvanger                               |
| --------------------------------------------------------- | --------------------------------------- |
| Johnny Warren Medal (Beste speler van het jaar)           | Bobby Despotovski (Perth Glory)         |
| Reebok Golden Boot Award (topscorer)                      | Vier spelers (Zie onder)                |
| Hyundai Rising Star Award (beste speler onder de 20 jaar) | Nick Ward (Perth Glory)                 |
| Hyundai A-League Coach van het jaar                       | Lawrie McKinna (Central Coast Mariners) |
| Beste scheidsrechter                                      | Mark Shield                             |
| Joe Marston Medal (Beste speler in de Grote finale)       | Dwight Yorke (Sydney FC)                |

### Topscorers
| Speler            | Team                   | Doelpunten |
| ----------------- | ---------------------- | ---------- |
| Alex Brosque      | Queensland Roar        | 8          |
| Bobby Despotovski | Perth Glory            | 8          |
| Archie Thompson   | Melbourne Victory      | 8          |
| Stewart Petrie    | Central Coast Mariners | 8          |
| Carl Veart        | Adelaide United        | 7          |
| Dean Heffernan    | Central Coast Mariners | 7          |
| Dwight Yorke      | Sydney FC              | 7          |
| Ante Milicic      | Newcastle United Jets  | 7          |
| Sasho Petrovski   | Sydney FC              | 7          |
| Damian Mori       | Perth Glory            | 7          |